# Marjo (ö i Södra Karelen)
Marjo är en ö i Finland. Den ligger i sjön Saimen och i kommunen Taipalsaari i den ekonomiska regionen  Villmanstrands ekonomiska region  och landskapet Södra Karelen, i den södra delen av landet, 210 km nordost om huvudstaden Helsingfors. Öns area är 12,1 hektar och dess största längd är 0,6 kilometer i öst-västlig riktning.